# 北酸脚杆
北酸脚杆（学名：Medinilla septentrionalis）为野牡丹科酸脚杆属下的一个种。